# Eulasia pulchra
Eulasia pulchra är en skalbaggsart som beskrevs av Edmund Reitter 1890. Eulasia pulchra ingår i släktet Eulasia och familjen Glaphyridae. Utöver nominatformen finns också underarten E. p. kurdistana.